# Broad City
Broad City ist eine US-amerikanische Sitcom, die vom 22. Januar 2014 bis zum 28. März 2019 auf Comedy Central ausgestrahlt wurde. Die Serie wurde von Ilana Glazer und Abbi Jacobson kreiert, die auch in den Hauptrollen zu sehen sind. Sie leitet sich von der gleichnamigen Webserie der beiden ab, die zwischen 2009 und 2011 produziert wurde. Als eine der ausführenden Produzentinnen fungiert Amy Poehler, die auch im Finale der Webserie zu sehen war. Die deutsche Erstausstrahlung erfolgte am 12. Juli 2015 auf Comedy Central. Die dritte Staffel wurde in den USA zwischen Februar und April 2016 erstausgestrahlt. Die vierte Staffel wurde zwischen September und Dezember 2017 erstmals in den USA ausgestrahlt. Die fünfte Staffel wurde zwischen Januar und März 2019 erstmals in den USA ausgestrahlt.

## Handlung
Die Handlung begleitet zwei jüdische Frauen in ihren Zwanzigern, die alltägliche Missgeschicke zwischen Sorglosigkeit und Frivolität im Dschungel der Großstadt von New York City zu überstehen haben. Ilana versucht, Arbeit weitestgehend zu vermeiden und dabei ihren schonungslosen Hedonismus auszuleben, während Abbi eine Karriere als Grafikdesignerin anstrebt und immer wieder in die Eskapaden ihrer Freundin verwickelt wird.

## Figuren

### Hauptfiguren

#### Ilana Wexler
Ilana ist eine 22-jährige Slackerin und Marihuana-Enthusiastin, die ihre egozentrischen Possen unbeirrt von den Reaktionen anderer auslebt. Sie arbeitet für ein unscheinbares Verkaufsunternehmen namens Deals Deals Deals, wo sie jedoch kaum Leistung erbringt und oft stundenlange Pausen einlegt. Von ihren Mitarbeitern wird sie aufgrund ihrer faulen Einstellung missachtet, ihr unterwürfiger Boss Derek lässt sie jedoch angestellt. Sie lebt zusammen mit dem Immigranten Jaimé und hat eine sexuelle Beziehung zu ihrem und Abbis Freund Lincoln – einem Zahnarzt. Obwohl Ilana zu Lincolns Missfallen behauptet, es handle sich um eine rein körperliche Beziehung, zeigt sie oft fürsorgliche Gefühle für ihn. Im Vergleich zu ihrer besten Freundin Abbi ist Ilana ein Freigeist und sexuell offener, jedoch hat jede ihrer Eskapaden unvorhergesehene Folgen, die immer auch auf Abbi Einfluss nehmen, die widerwillig in Ilanas Pläne hineingezogen wird.

#### Abbi Abrams
Abbi ist eine 25-Jährige, die als einfache Betreuerin in einem Fitnessstudio namens Soulstice arbeitet. Sie hasst ihren Job und hält sich gut genug für eine Anstellung als Trainerin. Zudem bemüht sie sich um eine Laufbahn als Künstlerin und träumt davon, das Fitnesscenter zu verlassen und von der Kunst leben zu können. Abbi versucht, eine Balance zwischen Verantwortung und Unabhängigkeit zu finden und zugleich freiheitsliebend wie Ilana zu sein. Ihre Mitbewohnerin ist niemals zu sehen, hat jedoch einen schmarotzenden Freund (Bevers), der immer zugegen ist. Abbi ist in ihren Nachbarn Jeremy verliebt, schafft es aber, sich jedes Mal zu blamieren, wenn sie ihm begegnet. Wie ihre beste Freundin ist auch sie dem Kiffen nicht abgeneigt, tut dies aber weniger häufig.

### Nebenfiguren
- Dr. Lincoln Rice ist ein erfolgreicher Kinderzahnarzt, zu dem Ilana eine sexuelle Beziehung pflegt. Er hat romantische Gefühle für Ilana und möchte ihre Beziehung auf das nächste Level bringen, hat damit jedoch keinen Erfolg. Er ist ein lustiger, unbekümmerter Typ, der gerne Spiele spielt und seinen Patienten Witze erzählt. Mit Abbi verbindet ihn eine loyale Freundschaft.
- Matt Bevers ist der Freund von Abbis (allseits abwesender) Mitbewohnerin. Er ist ein chaotischer, widerlicher Schmarotzer und ein ständiges Ärgernis für Abbi. Dennoch wird er hin und wieder mit einer freundlichen, sensiblen Seite gezeigt.
- Jeremy Santos ist Abbis Nachbar auf der anderen Seite des Flurs. Er ist höflich und locker, doch seine pure Anwesenheit führt bei Abbi zu nervösem, unkontrolliertem Verhalten.
- Jaimé Castro ist Ilanas Drogen-dealender, homosexueller Mitbewohner. Jaimé ist ein venezolanischer Immigrant, der gegenüber seinen Freunden auch für kleinere Vergehen extreme Schuldgefühle zeigt.
- Trey ist Abbis Boss bei Soulstice. Er ist begeisterter Gesundheits- und Fitness-Anhänger. Obwohl an sich ein netter Kerl, nimmt er Abbis Begeisterung für eine Trainerstelle nicht wahr und kommandiert sie zu niederen Arbeiten ab – Running Gags sind etwa das Entfernen von Schamhaaren oder Erbrochenem aus dem Umkleideraum.
- Derek ist Ilanas Boss in der Verkaufsfirma. Er agiert im Umgang mit Ilanas fehlendem Engagement sehr halbherzig und macht oft einen unterwürfigen Eindruck.
- Nicole ist eine Mitarbeiterin von Ilana, die ihren Job sehr ernst nimmt und insgeheim Ilanas Bürofehltritte dokumentiert.

## Besetzung

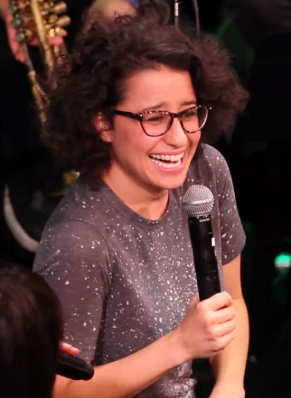
Ilana Glazer in einer Talkshow 2014

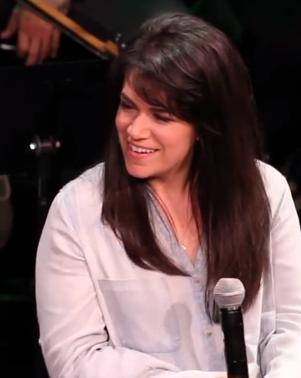
Abbi Jacobson 2014

Die deutsche Synchronisation entsteht im Auftrag der Berliner Firma Level 45 GmbH.
| Rollenname       | Schauspieler      | Synchronsprecher   | Hauptrolle (Episode) | Nebenrolle (Episode) |
| ---------------- | ----------------- | ------------------ | -------------------- | -------------------- |
| Ilana Wexler     | Ilana Glazer      | Maria Hönig        | 1.01–3.10            |                      |
| Abbi Abrams      | Abbi Jacobson     | Shanti Chakraborty | 1.01–3.10            |                      |
| Dr. Lincoln Rice | Hannibal Buress   | Tobias Schmidt     |                      | 1.01–3.10            |
| Matt Bevers      | John Gemberling   |                    |                      | 1.01–3.10            |
| Jeremy Santos    | Stephen Schneider |                    |                      | 1.01–3.10            |
| Jaimé Castro     | Arturo Castro     | Daniel Montoya     |                      | 1.01–3.10            |
| Trey             | Paul W. Downs     |                    |                      | 1.01–3.10            |
| Derek            | Chris Gethard     |                    |                      | 1.01–3.10            |
| Nicole           | Nicole Drespel    | Peggy Pollow       |                      | 1.01–3.10            |

### Gastauftritte
- Fred Armisen als David, ein Mann, der sich wie ein sprechendes Baby verhält, um Abbi und Ilana nicht für eine skurrile Putztätigkeit bezahlen zu müssen (Staffel 1, Episode 1)
- Rachel Dratch als Linda Lodi, Besitzerin einer Zeitarbeitsfirma, die Ilana vorübergehend einstellt (Staffel 1, Episode 3)
- Janeane Garofalo als Monica, Tierärztin, die Ilana um Hilfe bittet (Staffel 1, Episode 3)
- Steven Ogg als gruseliger Schlosser (Staffel 1, Episode 4)
- Matt L. Jones und Jason Mantzoukas als zwei mittelmäßige DJs, die von Abbi und Ilana in ihre Wohnung begleitet werden (Staffel 1, Episode 5)
- Shannon O’Neill als Marla Bevers, Matts exzentrische Schwester (Staffel 1, Episode 7)
- Amy Sedaris als Pam, eine durchgeknallte Immobilienmaklerin, die für Abbi eine Wohnung sucht (Staffel 1, Episode 9)
- Amy Poehler als Cheryl, Köchin in dem feinen Restaurant, in dem die Freundinnen Abbis Geburtstag feiern (Staffel 1, Episode 10)
- Seth Morris als John, ein Kellner im selben Restaurant. Er ist einer unglücklichen Beziehung mit Cheryl (Staffel 1, Episode 10)
- Seth Rogen als Male Stacy, Abbis „heißes und verschwitztes“ Date (Staffel 2, Episode 1)
- Kumail Nanjiani als Benny Calitri (Staffel 2, Episode 1)
- Susie Essman und Bob Balaban als Ilanas Eltern, Bobbi und Arthur Wexler (Staffel 2, Episode 4)
- Kyp Malone von TV on the Radio als Angestellter eines Plattenladens (Staffel 2, Episode 6)
- Kimiko Glenn als mürrische Angestellte eines Secondhandladens (Staffel 2, Episode 8)
- Kelly Ripa als sie selbst, Besucherin einer Charityveranstaltung, bei der Abbi und Ilana auf die Garderobe aufpassen (Staffel 2, Episode 9)
- Alia Shawkat als Adele (Staffel 2, Episode 9)
- Aidy Bryant und Connor O’Malley als lästiges Pärchen und Bekannte von Abbi und Ilana (Staffel 2, Episode 10)
- Leo Fitzpatrick als Timothy, ein Mann, der Abbis Tasche stiehlt (Staffel 2, Episode 10)
- Patricia Clarkson als Timothys Mutter (Staffel 2, Episode 10)
- Vanessa Williams als Elizabeth Carlton (Staffel 3, Episode 3)
- Tony Danza als Abbys Vater Mr. Abrams (Staffel 3, Episode 6)
- Whoopi Goldberg als sie Nonne aus Sister Act Staffel 3, Episode 3

## Ausstrahlung
| Staffel | Episoden | Erstausstrahlung (USA)                | Sender         | Deutsche Erstausstrahlung             | Sender                     |
| 1       | 10       | 22. Januar 2014 – 26. März 2014       | Comedy Central | 12. Juli 2015 – 6. September 2015     | Comedy Central Deutschland |
| 2       | 10       | 14. Januar 2015 – 18. März 2015       | Comedy Central | 31. Januar 2016 – 27. März 2016       | Comedy Central Deutschland |
| 3       | 10       | 17. Februar 2016 – 20. April 2016     | Comedy Central | 16. September 2016 – 14. Oktober 2016 | Comedy Central Deutschland |
| 4       | 10       | 13. September 2017 – 6. Dezember 2017 | Comedy Central |                                       | Comedy Central Deutschland |
| 5       | 10       | 24. Januar 2019 – 28. März 2019       | Comedy Central |                                       | Comedy Central Deutschland |

## Produktion
Glazer und Jacobson lernten sich bei der Upright Citizens Brigade, einer Improvisations- und Sketch-Comedy-Gruppe kennen. Im Februar 2010 starteten sie ihre eigene Webserie, die sich zu einem Publikumshit entwickelte. Amy Poehler wurde auf die Serie aufmerksam und wurde Produzentin der TV-Serie. Als Glazer und Jacobson die Pilotfolge What a Wonderful World verfassten, hießen ihre Figuren Evelyn Wexler und Carly Abrams, sie entschieden sich schließlich jedoch für ihre richtigen Vornamen Ilana und Abbi. Auch in der Folge fungierten die beiden als Drehbuchautorinnen und schrieben in den ersten beiden Staffeln ungefähr die Hälfte aller Episoden.

## Rezeption

### Kritiken
Der Online-Aggregator Metacritic bescheinigte Staffel eins großteils positive Bewertungen („generally favorable reviews“) mit einem Score von 75 aus 100, basierend auf 14 Kritikermeinungen. Bei Rotten Tomatoes erreichte die erste Staffel ein Rating von 96 % mit dem Konsens „From its talented producers to its clever writing and superb leads, Broad City boasts an uncommonly fine pedigree.“ („Von seinen talentierten Produzenten bis zu seinem cleveren Drehbuch und den superben Hauptdarstellerinnen kann sich Broad City eines ungewöhnlich feinen Stammbaums rühmen.“). The A.V. Club-Kritikerin Caroline Framke schrieb, Broad City sei trotz seiner „ausgetretenen Prämisse“ wert, gesehen zu werden. Außerdem sei die Serie von einer „bemerkenswerten Selbstbeherrschung“, sogar in ihrer ersten Episode. Dieselbe Website ernannte die erste Staffel von Broad City 2014 zur zweitbesten TV-Serie des Jahres.
Das Wall Street Journal bezeichnete die Sendung bereits in ihrer Onlineausgabe als „Sneak Attack Feminism“ („feministischer Überraschungsangriff“). Kritikerin Megan Angelo zitierte Abbi Jacobson: „If you watch one of our episodes, there’s not a big message, but if you watch all of them, I think, they’re empowering to women.“ („Wenn man eine unserer Episoden sieht, ist da keine große Aussage, in der Summe aber, glaube ich, sind sie eine Stärkung der Frauen.“).
Karen Valby von Entertainment Weekly befand die Show als „deeply weird, weirdly sweet and completely hilarious comedy“ („sehr bizarr, sonderbar süß und urkomisch“). Trotz der guten Kritiken waren am Serienstart nur durchschnittlich 914.000 Seher interessiert.
Die Kritiken für Staffel zwei fielen noch besser aus. Auf Metacritic erreichte diese einen Wert von 89 aus 100, was „universal acclaim“ bedeutet. Bei Rotten Tomatoes waren 100 % der gesammelten Kritiken positiv. Der Konsens lautet „Led by two of the funniest women on TV, Broad City uses its stars' vibrant chemistry to lend an element of authenticity to the show’s chaotic yet enlightening brand of comedy“ („Angeführt von zwei der lustigsten Frauen im Fernsehen, nutzt Broad City die pulsierende Chemie seiner Darsteller, um der chaotischen, aber erhellenden Comedymarke der Show, Authentizität zu verleihen.“).
Der New Yorker führte im Zusammenhang mit den beiden Mädchen den Begriff „Id Girls“ ein. Dabei handelt es sich um eine Verballhornung des It-Girls. „Id“ ist der englische Ausdruck für Freuds „Es“, welches in der Psychoanalyse den unbewussten, triebhaften Teil einer Person beschreibt.

### „Broad Fucking City“ T-Shirt-Vorfall
Am 23. März 2015 wurde der Collegestudent Daniel Podolsky in St. Louis aus einem Flugzeug der Southwest Airlines verwiesen, nachdem ein Gatewart sein T-Shirt mit der Aufschrift „Broad Fucking City“ für anstößig empfunden hatte. Er hatte das T-Shirt im Rahmen eines SXSW-Events von Comedy Central erhalten. Der Vorfall fand augenblicklich Eingang in die lokalen Medien und wurde von Glenn Becks TheBlaze aufgegriffen, woraufhin auch die Websites von BuzzFeed, CNN und Vice News darüber berichteten. Die virale Verbreitung gipfelte in der Erwähnung als Moment of Zen in The Daily Show. Ilana Glazer zeigte ihr Mitgefühl, indem sie den Tweet „I love you, daniel podolsky” zusammen mit einem Link zu seiner Geschichte postete.

### Auszeichnungen und Nominierungen
Critics’ Choice Television Award
- 2014: Nominierung in der Kategorie Beste Comedyserie
- 2014: Nominierung in der Kategorie Beste Hauptdarstellerin in einer Comedyserie für Ilana Glazer
- 2015: Nominierung in der Kategorie Beste Comedyserie
- 2015: Nominierung in der Kategorie Beste Hauptdarstellerin in einer Comedyserie für Ilana Glazer
- 2015: Nominierung in der Kategorie Beste Gastrolle in einer Comedyserie für Susie Essman